# 刘炽平
刘炽平（1973年—）是一位中国企业家，腾讯公司总裁、执行董事。密西根大学电子工程理学学士、斯坦福大学电子工程理学硕士、美国西北大学工商管理硕士。其外父為已故香港圓玄學院及香港道教聯合會主席湯偉奇。

## 生平
1973年出生于北京，早年就讀於香港的英皇書院，是1990年香港中學會考的「九優狀元」。他是美国密西根大学电子工程理学学士、斯坦福大学电子工程理学硕士和西北大学工商管理硕士。在进入腾讯公司之前刘炽平曾担任高盛亚洲投资银行部的执行董事及电信、媒体与科技行业组的首席运营官。在此之前刘炽平在麦肯锡公司从事管理咨询工作，在股票发行、兼并与收购以及管理咨询等领域工作长达9年。
2003年9月曾和腾讯公司创始人马化腾有过接触。2005年2月加盟腾讯公司，被任命为腾讯首席战略投资官。2006年2月15日出任腾讯公司总裁，协助马化腾负责公司的日常管理和运营。2007年3月被任命为腾讯公司执行董事。
2011年7月28日，接替金山软件非执行董事张旋龙担任董事会成员。
2011年9月19日辞去英利绿色能源控股有限公司独立董事兼薪酬委员会委员职务。2014年3月加入京东商城董事会。
从年薪来看，刘炽平已经连续十年年薪超越腾讯创始人、董事长马化腾。其中2018年两人的差幅达到最高点，刘炽平当年年薪约3.134亿元，是马化腾年薪的8倍。2019年，马化腾年薪4662.5万元，刘炽平年薪约3.55亿元，是前者的7.6倍。在持股方面，截至2019年财报期末，刘炽平持有腾讯控股股份为5269.04万股，持股占比0.55%，截至期末的参考持股市值为177.28亿港元。马化腾持股比例为8.58%，截至期末的参考持股市值为2757.27亿港元。

## 财富
2019年福布斯全球亿万富豪榜第1168位。 2019年胡润百富榜排名第214位。2019年10月17日“2019界面新闻中国上市公司最佳职业经理人”榜单揭晓，排名第2位。凭借23亿美元(约179亿港元)身家位列“2020年香港50大富豪榜单”第35位。 2020年2月26日，以210亿元人民币财富名列《2020世茂深港国际中心·胡润全球富豪榜》第903位。

## 荣誉
2017年12月4日，位列《彭博商业周刊》2017年度全球50大最具影响力人物榜单第48位。